# 밤을 달리다
'밤을 달리다'(일본어: 夜に駆ける 요루니 카케루[*])는 일본의 음악 유닛 YOASOBI의 노래이다. 첫 번째 온라인 판매 싱글로 2019년 12월 15일 발매되었다.

## 배경과 발매
'밤을 달리다'는 소설을 모티브로 노래하는 유닛 "YOASOBI"의 첫 작품이다. 이 곡은 소설 투고 사이트 'monogatary.com'에 게시된 소설 '타나토스의 유혹 '을 원작으로 하여 작사·작곡되었다.
2018년 여동생과 도쿄에 상경하여 보컬로이드로 작곡 활동을 하던 Ayase는 돈이 없어 '알바가 없어도 해야 하는 상황'이었다고 한다. 그러다 monogatary.com에서 소설을 소재로 한 음악 작곡 경연을 열자 곡을 만들고는, SNS에 길거리 공연 영상을 올리던 이쿠타 리라 (이하 ikura)를 보컬로 섭외한다. "ikura씨가 불러주었으면 하는 마음으로 만들었다. ikura씨를 전혀 모르는 상황이었어서, ikura씨의 오리지널 곡이나 커버곡 영상을 보고, 그 분이 되었다 생각하고 만들었다"고 한다. "YOASOBI의 데뷔곡이기도 하고, 소설을 음악으로 바꾸는 새로운 시도의 첫 걸음이었다"면서 "3개월이 걸렸다"고 회고했다.
제작비가 아주 싼 것도 특징이다. "'밤을 달리다'의 작곡비는 0엔이다. 기타를 칠 줄 아는 친구에게 노래방에서 밤마다 연주시켜 작곡해서, 총 제작비 3000엔 정도일 것'이라고 인터뷰에서 밝혔다.
2021년 3월 말부터 규슈 아사히 방송 (KBC 텔레비전)의 클로징 음악으로도 사용된다.

## 차트 성적
2019년 11월 16일 '밤을 달리다'의 뮤직 비디오가 Ayase의 YouTube 채널에서 공개된 지 약 7개월 만에 YouTube 조회수 2000만 회를 돌파하였다. 또한 일본 Spotify의 바이럴 랭킹 탑 50(2020년 1월)과 LINE MUSIC의 월간 랭킹 (2020년 4월)에서 1위를 차지하여 YOASOBI를 대표하는 곡이 되었다.
2020년 5월 15일에는 THE HOME TAKE에 ikura가 출연해 이 곡의 오리지널 어레인지 버전을 공연했다. 이후 5월 18일 ~ 5월 24일에 집계된 2020년 6월 1일자 오리콘 주간 싱글 랭킹, Billboard JAPAN Hot 100 모두 1위를 차지했다. 집계 기간에는 지상파 TV 프로그램 등 미디어 노출로 뮤직 비디오의 조회 및 스트리밍 재생수가 급상승했다.
2020년 12월 4일, Billboard JAPAN이 발표한 2020년 연간 랭킹에서 종합 음악 차트 "Billboard Japan Hot 100"연간 1위를 획득했다. 이는 싱글 CD를 발매하지 않은 곡이 연간 1위를 달성한 것은 차트 개시 이래 처음이다.

### 주간 차트
| 차트 (2020–2021)          | 최고 순위 |
| ------------------------- | --------- |
| 글로벌 200 (빌보드)       | 16        |
| 일본 (오리콘 디지털 싱글) | 1         |
| 일본 (Japan Hot 100)      | 1         |

### 연간 차트
| 차트 (2020)               | 최고 순위 |
| ------------------------- | --------- |
| 일본 (오리콘 디지털 싱글) | 4         |
| 일본 (Japan Hot 100)      | 1         |

## 뮤직 비디오
애니메이션 제작은 도쿄 예술대학 재학중인 일러스트레이터 아이 니이나가 맡았다. 2019년 11월 16일에 유튜브에 공개되어 2020년 10월 21일에는 조회수 1억을 돌파했다.

## 원작 소설
'밤을 달리다'의 원작 소설은 호시노 마요(星野舞夜)의 '타나토스의 유혹' '밤에 녹아들다'이다. 2019년 7월 13일 후타바샤와 소니뮤직 엔터테인먼트가 운영하는 소설 투고 사이트 "monogatary.com"에 게시된 작품이다. '타나토스의 유혹'은 monogatary.com에서 개최한 모노콘 2019에서 소니뮤직 상을 수상했다.
제목의 '타나토스'는 그리스 신화에 등장하는 '사신'이자, 정신과 의사 지그문트 프로이트의 용어로는 '죽음의 유혹'을 나타내므로 "죽음으로의 초대"라는 의미로 파악할 수 있다. 또한 이 작품에서는 자살을 긍정적으로 다루고 있다.
작가 호시노 마요는 '자살충동이 있는 여자'와 '환각이 보인다'는 설정은 옛날 좋아했던 드라마를 참고한 것이라고 말했다.